# 世界空域予報中枢
世界空域予報センター (せかいくういきよほうセンター、英語: World Area Forecast Centre; WAFC) は、世界各国の航空管制機関向けに航空気象情報を提供するために、リアルタイムで気象情報の作成と放送を行っている気象機関。2012年1月現在、ロンドンとワシントンD.C.の2ヶ所のみ設置されている。

## 概要
ICAO (国際民間航空機関) とWMO (世界気象機関) の共同により世界空域予報システム (World Area Forecast System; WAFS) が設立され、その運用機関として世界空域予報センターがロンドンとワシントンの2ヶ所に設置された。2ヶ所設置したことにより、互いに他方をバックアップする体制が整えられている。英国気象庁および米国海洋大気庁 (NOAA) が双方の航空気象業務を重複して担当しているため、万一いずれかが業務に支障をきたすような事態に陥った場合でも問題なく運用できる。これら2つの機関は、それぞれが独自に所有する衛星通信システムを利用して世界中の空港へ向けて気象放送を配信している。
このうち英国気象庁のシステムはSADISと呼ばれ、主にヨーロッパ、アジア、インド洋地域、アフリカをカバーしている。米国NOAAのシステムはISCSと呼ばれ、主にアメリカと太平洋地域をカバーする。